# Iridescent
Iridescent of Iridescent (Transformers Remix) is een nummer van de Amerikaanse alternatieve rockgroep Linkin Park. Het is geschreven door Chester Bennington en Mike Shinoda en geproduceerd door Shinoda en Rick Rubin. Het nummer werd uitgebracht als de vierde officiële en derde Amerikaanse single ter promotie van de bands vierde studioalbum A Thousand Suns uit september 2010, en als leadsingle van de derde Transformersfilm Dark of the Moon.

## Geschiedenis en release
Er gingen gedurende enkele maanden voor de bekendmaking geruchten rond dat de band weer de soundtrack voor de nieuwe Transformers-film zou leveren en zou het gaan tussen Burning in the Skies of Iridescent. De eerstgenoemde werd eind maart buiten de Verenigde Staten als de derde single van het album uitgebracht.
De band werd midden in de touringcyclus van A Thousand Suns door Michael Bay, de regisseur van de film, benaderd of zij een nummer hadden voor de film. De band besloot te kiezen voor dit nummer, mede vanwege de fanreactie tijdens live-uitvoeringen ervan. Iridescent bij de film: de film is volgens Bay rustiger en meer volwassen en dat past bij het karakter van de band nu, waarbij bij de vorige twee films voor zwaardere nummers is gekozen.
Op 12 april werd via fansites bekend dat Iridescent als single zou worden uitgebracht ter promotie van Transformers: Dark of the Moon en uitgebracht zou worden op 17 mei 2011. Op de website van de band kon men een teaser van elf secondes vinden met een segment uit het nummer en vervormde beelden dat eindigden met het logo van een Autobot in de stijl van het artwork van A Thousand Suns. Op 13 april was de geremixte versie van het nummer op het internet te vinden: Iridescent (Transformers Remix). Niet de albumversie, maar deze herbewerkte versie zal wereldwijd uitgebracht worden.
Door de bijdrage zet de band een traditie voort om bij elke editie van de film voor de soundtrack te zorgen. Rond de release van de eerste live-actionfilm van de franchise, Transformers werd de bands' leadsingle van hun derde studioalbum Minutes to Midnight, What I've Done uitgebracht. De band werd benaderd door de regisseur van de film Michael Bay om het nummer als soundtrack voor de film te krijgen en de band stemde in, nadat ze toegaven fans te zijn van de serie. De band tussen de band en Transformers werd intiemer toen de band in 2009 speciaal voor de tweede film Transformers: Revenge of the Fallen de soundtrack schreef in de vorm van New Divide, dat uitgroeide tot een van de grootste hits van de band, evenals What I've Done. Daarnaast droegen zij bij aan de filmmuziek. Een dergelijke situatie is ook geval bij de laatste film; elementen van Iridescent worden door de film heen gebruikt. Zo is het pianogedeelte aan het begin te horen bij een emotionele scène tussen Sam en Carly.

## Compositie en tekst
In aanloop naar de release van het album, plaatste de band regelmatig afleveringen van het opnameproces in LPTV (Linkin Park TV). In een van de afleveringen werden ideeën over Iridescent besproken. Zo keurde producer Rick Rubin het nummer goed maar vond hij de opbouw naar de climax te standaard en wilde dat de band met een origineel idee hiervoor moest komen. Uiteindelijk kwam de band met de groepszang, dat uit de vocalen van de bandleden bestaat.
Het nummer begint oorspronkelijk door een vocale inleiding van Martin Luther King met zijn "Wisdom, Justice and Love"-toespraak, dat Iridescent op het album voorgaat. Iridescent begint met een ambiente synthesizerakkoord van dat onafgebroken afwisselt tussen twee akkoorden. Een piano speelt deze zelfde noten in kwartnootakkoorden. Hierover zingt Shinoda op een kalme manier waarna Bennington het eerste couplet voor zijn rekening neemt en er een basdrumbeat invalt. Na het couplet is er een tussenstuk met een gitaarmelodie. Hoge zweverige synthesizergeluiden komen erbij terwijl Shinoda het tweede couplet zingt en Bennington het couplet weer doet terwijl er nu een drumclap bijvalt. Na zijn tweede couplet stopt de muziek en is er een gitaarsolo waarop na 16 maten de basdrumbeat inspringt en de band in koor het refrein zingt. Dit is voor het eerst dat de band voor deze manier kiest. De woorden "Let it go" worden uitgerekt en herhaald, waarna Benningtons stem op de voorgrond treedt en de climax begint door Rob Bourdon uitgebreide drumspel en de start van gitaardistortie dat tijdens live-uitvoeringen door Bennington wordt gespeeld. Het laatste refrein wordt door Bennington alleen gezongen, met dezelfde muzikale begeleiding. Het nummer eindigt met een nieuw synthesizergeluid dat een melodie speelt om het nummer af te sluiten. Zou dit nummer in de albumversie uitgebracht worden, zou het de op een na langste single van de band zijn.
De remixversie heeft naast de ingekorte tijdsduur ook inhoudelijke verschillen. Er is een nieuw synthesizergeluid te horen in het eerste couplet wat voor een andere ambiance zorgt. Ook is de basdrumbeat al vanaf het eerste couplet te horen. Het gitaarspel in het tussenstuk tussen het eerste refrein en het tweede couplet wordt herhaald in het tweede refrein. Het koorstuk is ingekort tot het "Let it go"-gedeelte en het einde is tevens ingekort.
Het nummer betreft een persoon die het zwaar te verduren heeft over zijn verkeerde beslissingen in het verleden en op de rand van de afgrond staat. Toch wordt er hier een positieve draai aan gegeven doordat er gezongen wordt dat de protagonist zijn schuldgevoelens moet laten varen en verder moet gaan.

## Live-uitvoeringen
Iridescent is tijdens alle optredens ter promotie van A Thousand Suns gespeeld, behalve op 13 december 2010 in Melbourne, Australië, omdat het nummer tijdelijk ruimte moest maken voor het livedebuut van de nummers Burning in the Skies en Blackout. Omdat Shinoda de synthesizer in het nummer speelt, zorgt Bennington voor het ritmische gitaarspel vanaf de brug. Hierdoor ontstaat een dergelijke situatie als in Shadow of the Day.

## Videoclip
Enkele dagen voor de bekendmaking van de release, hintten regisseur Joe Hahn en bassist Dave "Phoenix" Farrell op het schieten van een videoclip. Daarnaast hadden zij het over het weer zijn in de studio’s, wat duidt op het onder handen nemen van het origineel. Hahn sprak onder andere over robots en leer.
Op 3 juni werd de zwartwitte videoclip uitgebracht, waarna het voor enkele uren weer offline werd gehaald wegens technische problemen. Het begint met een overzichtsshot van een postapocalyptisch gebied waarover een Shinoda met een blinde oog, waarschijnlijk regeert, gezien zijn plaats op de troon met hoorns uit zijn schouders en een slang om zijn schouder, als teken van zijn heerschappij. De overige bandleden dragen vervallen kleding. In een van de scènes zitten de bandleden aan tafel als verwijzing naar Het Laatste Avondmaal van Leonardo da Vinci. In een andere scène probeert Bennington uit een grafische bol te komen.
Hahn legde in een achter-de-schermenfilmpje en bij bekendmaking van de release van de videoclip zijn gedachtes over de clip uit, waarbij hij voor ogen had de bezieling van de film met de bezieling van wat zij doen op het album te combineren. Het album betreft de strijd tussen de opkomende technologie en het bestaan van de mens, wat in de clip teruggekoppeld wordt tot de Transformers en de bandleden. De clip vertelt wat voor effect de elementen van de Transformersrobots en de dreiging van de Decepticons op het bestaan van de mensheid kunnen hebben.

## Tracklist
Alle muziek en teksten zijn geschreven door Linkin Park. 
| Nr. | Titel                                           | Duur  |
| --- | ----------------------------------------------- | ----- |
| 1.  | Iridescent (Transformers: Dark of the Moon Mix) | 03:59 |

| Nr. | Titel                                           | Duur  |
| --- | ----------------------------------------------- | ----- |
| 1.  | Iridescent (Transformers: Dark of the Moon Mix) | 03:59 |
| 2.  | New Divide                                      | 04:29 |
| 3.  | What I've Done                                  | 03:25 |

## Medewerkers
Linkin Park
- Chester Bennington: leadvocalen, achtergrondvocalen
- Rob Bourdon: drum, percussie, achtergrondvocalen
- Brad Delson: leadgitaar, achtergrondvocalen
- Joseph Hahn: DJ, scratching, programmering, sampling, achtergrondzang, regie
- Phoenix: basgitaar, achtergrondzang
- Mike Shinoda: ritmisch gitarist, leadvocalen, achtergrondvocalen, producer, mixer, remixer, MC, keyboard

Productie
- Rick Rubin: producer
- Mike Shinoda: producer, engineer, creative director, pro-tools
- Vlado Meller: mastering
- Neal Avron: mixing
- Ethan Mates: engineer, pro-tools
- Jason Newell: engineer, pro-tools
- Lindsay Chase: productiecoördinatie
- Ryan DeMarti: productiecoöordinatie, A&R
- Liza Joseph: A&R
- Tom Whalley: A&R

Overig
- Ellen Wakayama: creative director
- Peter Standish: marketing
- Josh Vanover: artwork, creative director
- Frank Maddocks: artregie, ontwerp, creative director
- Jerry Johnson: drumtechnicicus
- Kymm Britton: P&R
- Anton Brooks: P&R
- Nicholas Fournier: assistent
- Mark Santangelo: assistent

Citaten
- Martin Luther King: speech

Emily Armstrong · Chester Bennington · Rob Bourdon · Colin Brittain · Brad Delson 
Dave Farrell · Joe Hahn · Scott Koziol · Mike Shinoda · Mark Wakefield